# Ophryotrocha dubia
Ophryotrocha dubia är en ringmaskart som beskrevs av Hartmann-Schröder 1974. Ophryotrocha dubia ingår i släktet Ophryotrocha och familjen Dorvilleidae. Arten har ej påträffats i Sverige. Inga underarter finns listade i Catalogue of Life.